# Séisme de 1881 en mer Égée
Le séisme de 1881 en mer Égée est un tremblement de terre qui s'est produit dans la mer Égée à 13h40 heure locale (11h30 UTC) le 3 avril 1881. Il cause de graves dégâts sur l'île de Chios et touche également Tchesmé et Alaçatı sur la côte de l'Empire ottoman. Le séisme a une magnitude estimée à 7,3 et fait environ 7 866 victimes. La dévastation provoquée par le tremblement de terre est la dernière des trois « catastrophes » qui ont touché l'île de Chios au XIXe siècle.

## Régime tectonique
La mer Égée est une zone de tectonique principalement en extension causée par la subduction de la plaque africaine sous la plaque de la mer Égée.

## Effets et dégâts
La ville de Chios est dévastée, faisant de nombreuses victimes, en partie à cause de l'étroitesse des rues. Dans le reste de l'île, 25 des 64 villages sont détruits et 17 autres gravement endommagés. À Tchesmé comme à Alaçatı, environ 40 % des maisons sont détruites.
Le nombre de victimes sur le continent turc est plus faible, peut-être parce que la plupart des habitants ont quitté leurs maisons pour surveiller le passage du navire Aya Evangelistra depuis la côte.

## Caractéristiques
L'épicentre du séisme se trouve dans la partie sud-est de Chios où les magnitudes ont atteint IX (Dévastatrice) sur l'échelle de Mercalli. Les cartes isoséistes montrent une élongation d'ouest en est avec une zone d'intensité VIII (Destructrice) affectant l'extrémité ouest de la péninsule de Karaburun du continent turc. Des mouvements verticaux atteignant les 2,5 m sont observés. Des magnitudes allant de Mw = 6,5 (magnitude de moment) à MS = 7,3 (magnitude d'ondes de surface (en)) ont été estimés pour cet événement.
Un tsunami mineur a été signalé, basé sur la présence de sable frais dans un jardin de Chios, mais aucune autre information n'est disponible.
Les répliques violentes sont nombreuses, les plus dévastatrices étant les 5 avril, 11 avril, 12 avril, 13 avril, 18 avril, 20 mai, 9 juin et 26 août.

## Conséquences
Après le tremblement de terre, de nombreux habitants de Chios quittent l'île. Cela suit la tendance initiée par les deux autres « catastrophes » du XIXe siècle qui ont dévasté l'île, le massacre de Chios en 1822 et la mauvaise récolte d'oranges en 1833. Ensemble, ces événements laissent la majeure partie de Chios dans un état de grande pauvreté et gravement sous-peuplé.